# Dihammaphoroides jaufferti
Dihammaphoroides jaufferti là một loài bọ cánh cứng trong họ Cerambycidae.